# St. Stephan (Rettenberg)

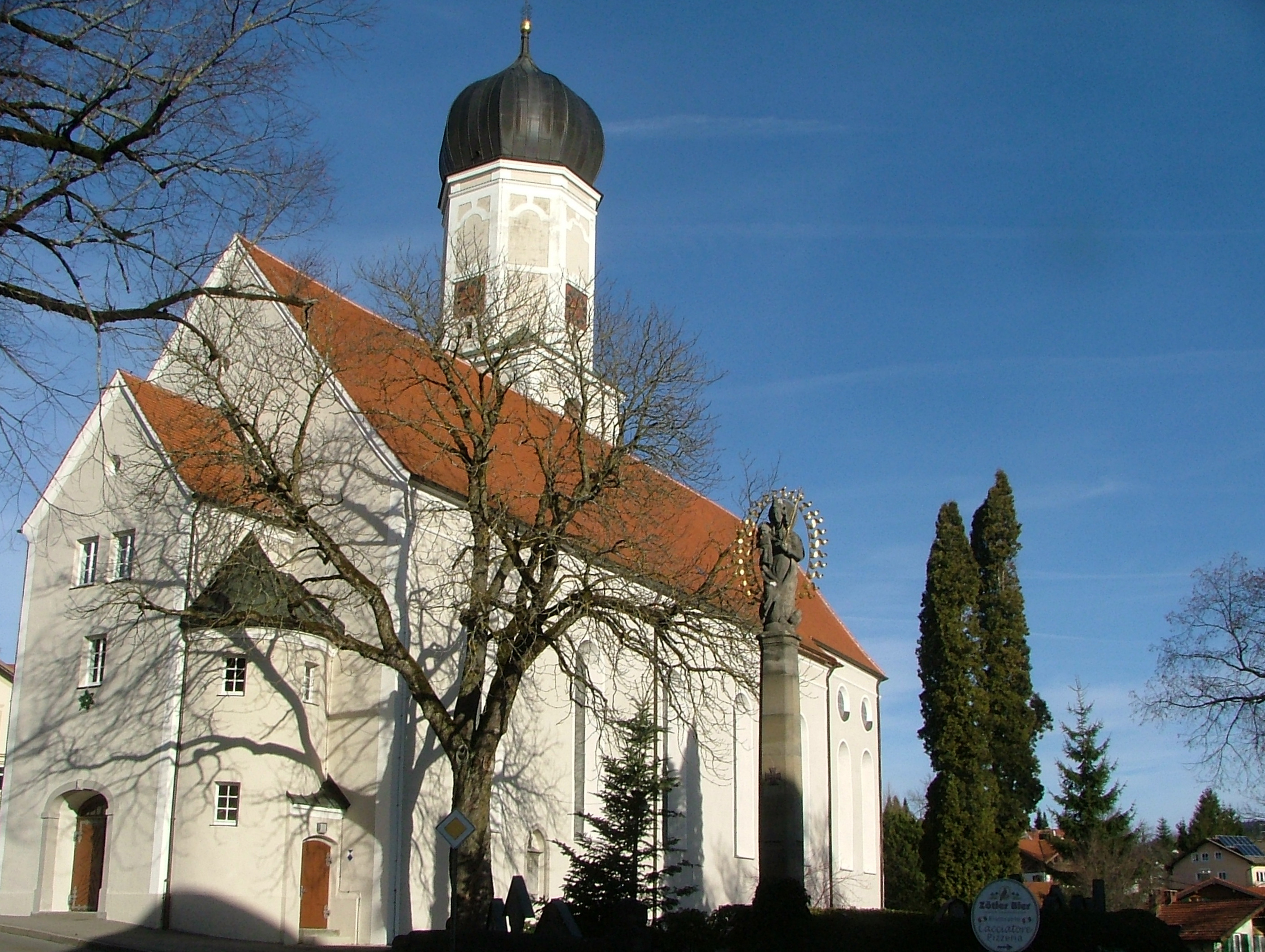
St. Stephan in Rettenberg

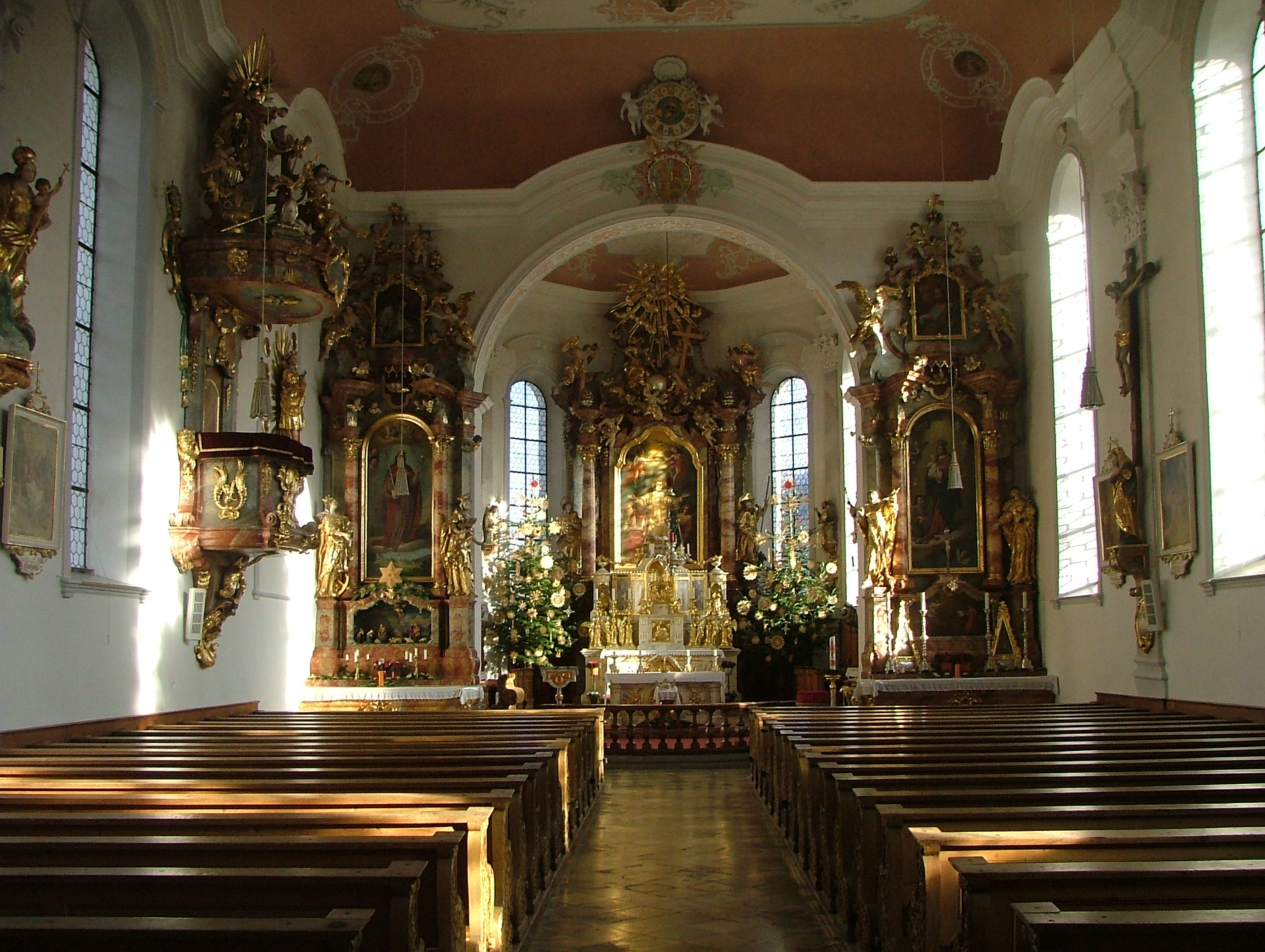
Innenraum

Die römisch-katholische Pfarrkirche St. Stephan steht in Rettenberg, einer Gemeinde im schwäbischen Landkreis Oberallgäu in Bayern. Das  denkmalgeschützte Bauwerk ist in der Liste der Baudenkmäler in Rettenberg unter der Nr. D-7-80-137-1 eingetragen.

## Beschreibung
Die im Kern spätgotische Saalkirche wurde nach einem Brand 1728–1730 wieder aufgebaut. Sie besteht aus einem Langhaus, das beim Wiederaufbau nach Westen verlängert wurde, einem eingezogenen, dreiseitig geschlossenen Chor im Osten und einem Kirchturm auf quadratischem Grundriss an der Nordseite des östlichen Jochs des Langhauses. Der Kirchturm wurde 1765/66 mit einem achteckigen Geschoss aufgestockt, das die Turmuhr beherbergt, und mit einer Zwiebelhaube bedeckt. Der Innenraum des Langhauses ist mit einer Flachdecke überspannt. Über dem Chorbogen befindet sich in einer Kartusche das Wappen von Alexander Sigismund von der Pfalz. Über den Emporen wurden in der Erbauungszeit Fresken angebracht, die Johann Heel zugeschrieben werden. Die Deckenmalereien, im Chor die Regina caeli, im Langhaus die Verkündigung des Herrn wurden von Andreas Müller entworfen. Er hat auch das Altarretabel des Hochaltars mit der Darstellung des Stephanus gestaltet. Die um 1730/35 gebaute Kanzel mit den Evangelistensymbolen und den Kirchenvätern wird Peter Heel zugeschrieben. Der Kreuzweg stammt von Ludwig Caspar Weiß. Die von den Gebrüdern Hindelang 1910 gebaute Orgel auf der oberen Empore wurde 1968 von ihnen umgebaut.